# St. Gebhard (Maierhöfen)

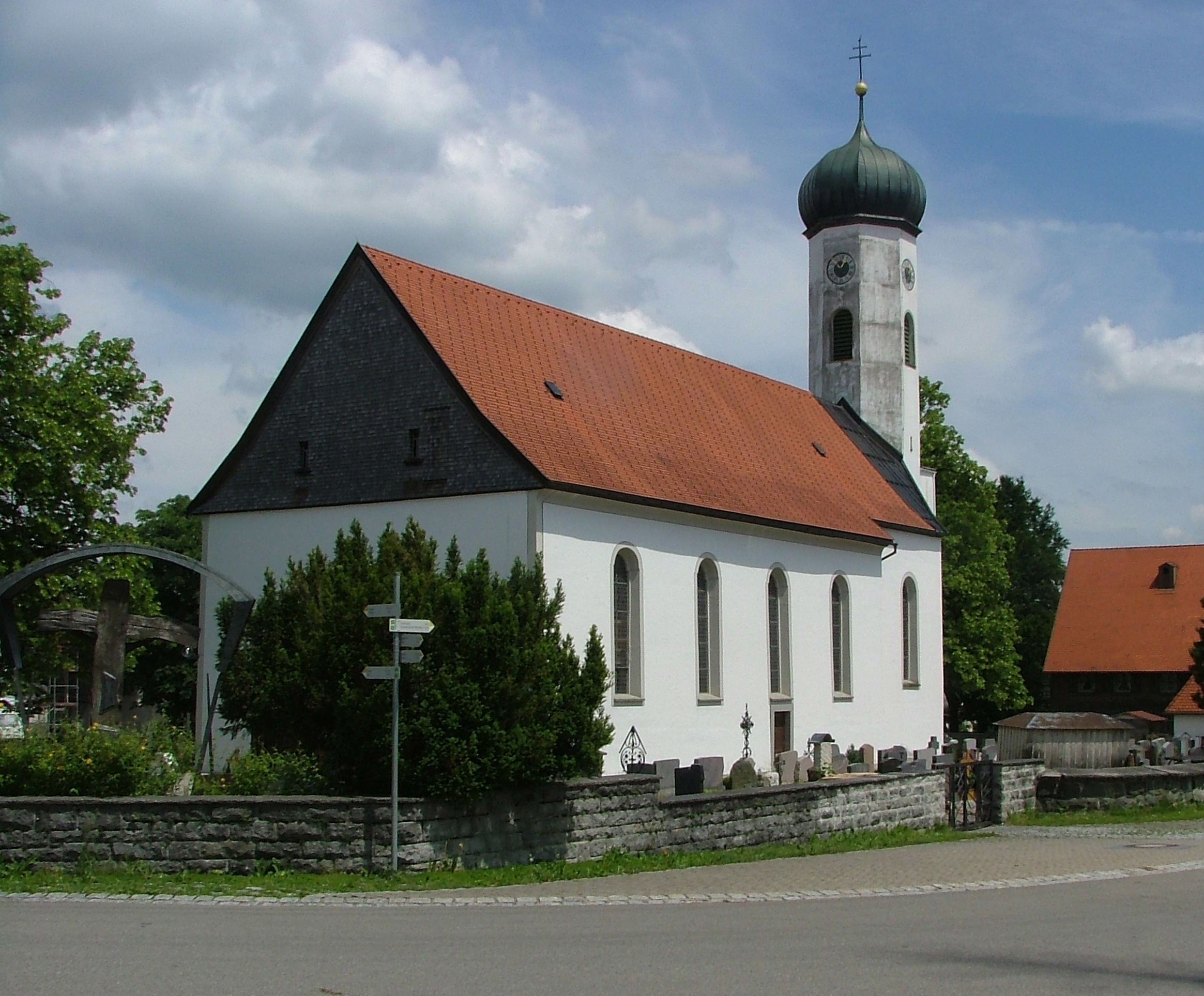
St. Gebhard in Maierhöfen

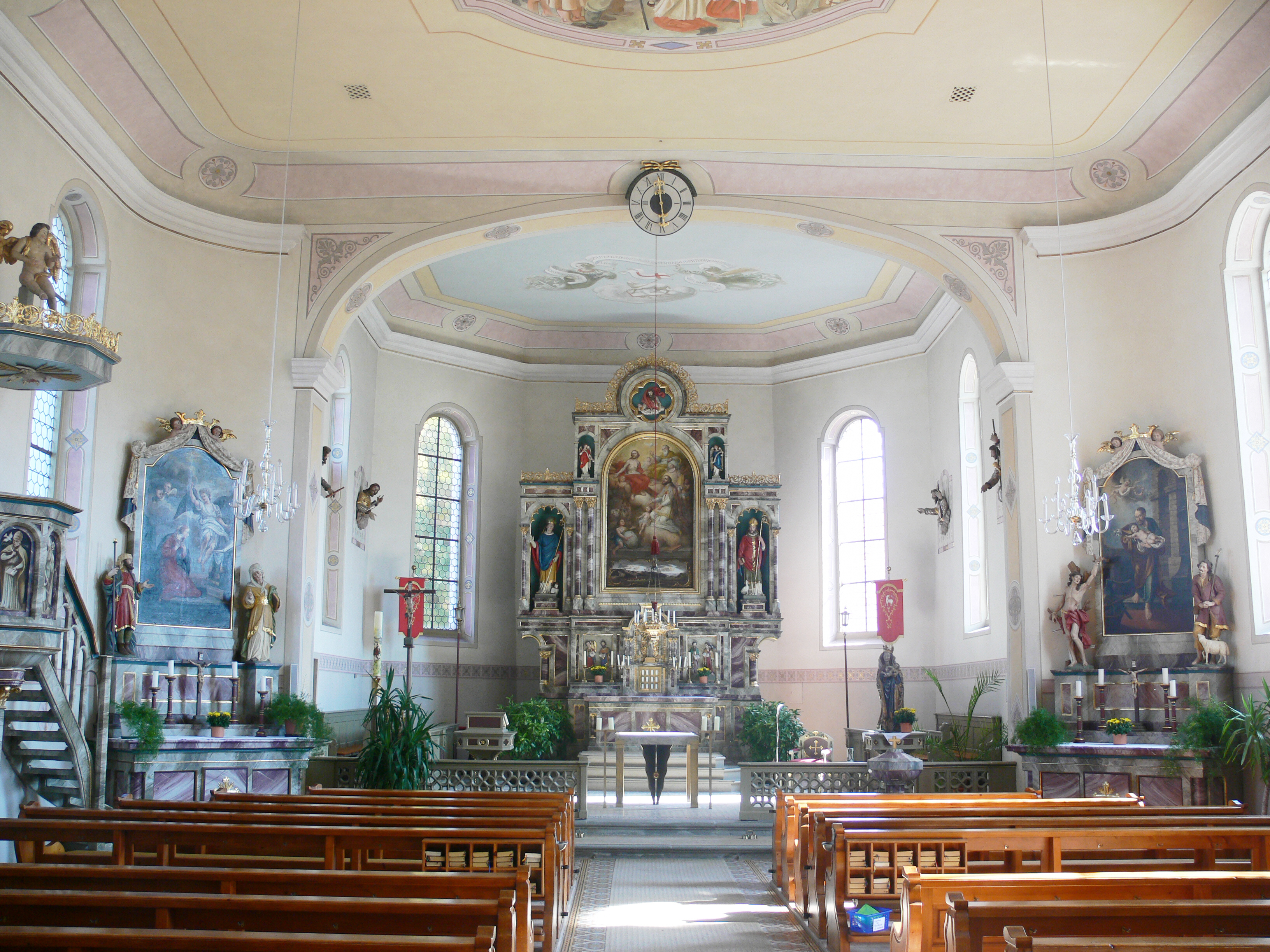
Ansicht vom Langhaus zum Altar und den zwei Seitenaltären

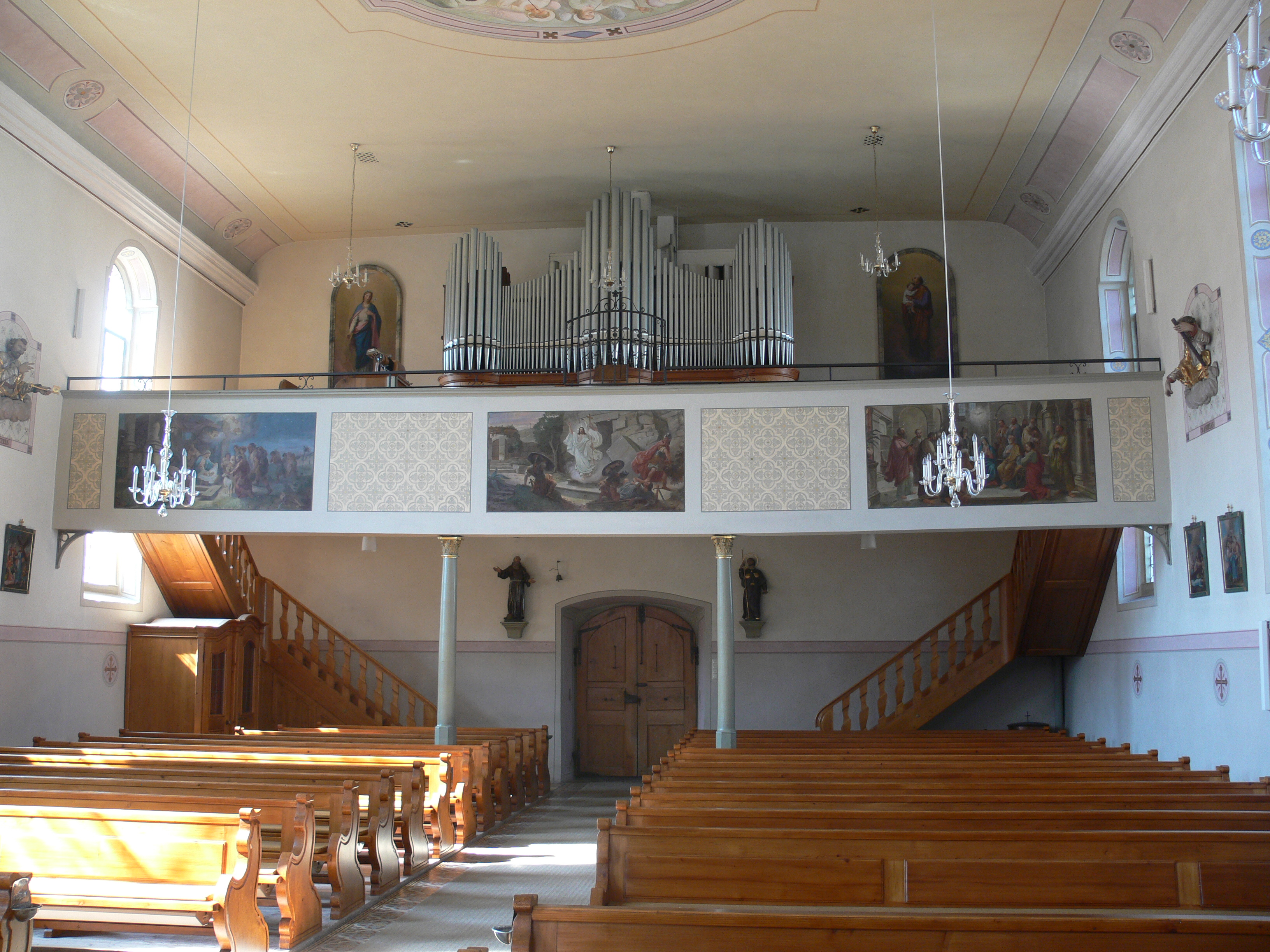
Ansicht der Empore mit der Kirchenorgel

Die römisch-katholische Pfarrkirche St. Gebhard steht in Maierhöfen, einer Gemeinde im schwäbischen Landkreis Lindau (Bodensee) von Bayern. Das denkmalgeschützte Bauwerk ist in der Liste der Baudenkmäler in Maierhöfen unter der Nr. D-7-76-118-1 eingetragen. Die Kirche gehört zum Dekanat Lindau des Bistums Augsburg.

## Beschreibung
Die Saalkirche wurde 1810/11 nach Plänen von Franz Xaver Ohmayer erbaut. Sie besteht aus einem Langhaus, einem eingezogenen, dreiseitig geschlossenen Chor im Osten und einem Kirchturm auf quadratischem Grundriss an der Stirnseite des Chors, der mit achteckigen Geschossen aufgestockt wurde, die den Glockenstuhl und die Turmuhr beherbergen, und der mit einer Zwiebelhaube bedeckt wurde.
Der Innenraum des Langhauses ist mit einer Flachdecke überspannt. Die Gemälde an der Brüstung der Empore hat 1910 Oswald Völkel gestaltet. Das Altarretabel des neuromanischen Hochaltars wurde von Andreas Brugger bemalt. Die Kreuzigungsgruppe vom Anfang des 17. Jahrhunderts wird dem Umkreis von Hans Morinck zugeschrieben. Die Büsten der Apostel stammen aus Thannheim.